# نهر سياك
نهر سياك (بالإندونيسية: Sungai Siak)‏ هو نهر بمقاطعة رياو، في شرق سومطرة،، إندونيسيا، ويبلغ طوله حوالي 370 كيلومترا . سياك هو نهر بلاك ووتر الذي يميل لونه إلي البني نتيجة إلى المادة العضوية المذابة (DOM) المرشحة من التربة المحيطة، شديدة الاضطراب؛ فهي ملوثة بشدة، ولا سيما من جانب صناعة النفط. ويتدفق من خلال بلدة بيكانبارو حتي يصب بمضيق ملقا.  يوجد في هذا النهر العديد من المصانع، منها مصانع النخيل ومصانع تصنيع الأخشاب وكذلك مصانع الورق.

## جغرافياً
يتدفق النهر في المنطقة الوسطى من سومطرة يتخلل مناخ الغابات الاستوائية الممطرة في أغلب أوقات السنة كما يبلغ المعدل السنوي لدرجات الحرارة في تلك المنطقة 23 درجة مئوية حيث يُعد شهر أكتوبر أدفأ شهور السنة حيث يبلغ متوسط درجة الحرارة حوالي 25 درجة مئوية ويكون شهر يناير هو الأبرد عند 22 درجة مئوية. يبلغ متوسط هطول الأمطار السنوي 2673 ملم و أكثر شهور السنة أمطاراً هو نوفمبر / تشرين الثاني حيث يبلغ متوسط هطول الأمطار 418 ملم ، والأكثر جفافاً هو شهر يناير / كانون الثاني حيث يبلغ 106 ملم هطول الأمطار.